# Джон Ернест Вокер
Джон Ернест Вокер (англ. John Ernest Walker; нар. 7 січня 1941, Галіфакс, Велика Британія) — англійський хімік, лауреат Нобелівської премії з хімії. Директор Данновського відділу харчування людини в Медичній дослідницькій раді в Кембриджі.

## Біографія і наукова робота
Джон Ернест Вокер народився в Галіфаксі і провів дитинство в сільський місцевості. У 1964 році він закінчив Коледж Св. Катерини Оксфордського університету, а у 1969 році в цьому ж університеті зробив дисертацію за результатами досліджень пептидних антибіотиків. Після цього Вокер працював за кордоном: у США в Університеті Вісконсин-Медісон (1969—1971) і у Франції в Жив-сюр-Іветт і в Інституті Пастера (1971—1974). Потім Джон Вокер повернувся до Англії, де почав працювати в лабораторії молекулярної біології Медичної дослідницької ради, одного з найважливіших дослідницьких центрів Великої Британії. У 1978 році він став досліджувати мітохондріальні мембранні білки (по суті це була АТФ-синтаза). Вокер розкрив ферментативний характер синтезу АТФ в клітині.
У 1997 році Вокер отримав Нобелівську премію з хімії за це відкриття разом з Полом Бойєром.